# Wahlkreis Hamilton North and Bellshill (Schottisches Parlament)
| Hamilton North and Bellshill                    |
| ----------------------------------------------- |
| Hamilton North and Bellshill · Central Scotland |
| Gebildet                                        |
| 1999                                            |
| Abgeschafft                                     |
| 2011                                            |
| Regionen                                        |
| North Lanarkshire South Lanarkshire             |

Hamilton North and Bellshill war ein Wahlkreis für das Schottische Parlament. Er wurde 1999 als einer von zehn Wahlkreisen der Wahlregion Central Scotland eingeführt und im Zuge der Revision im Jahre 2011 abgeschafft. Das Gebiet ging im Wesentlichen in den neuen Wahlkreisen Hamilton, Larkhall and Stonehouse sowie Uddingston and Bellshill auf. Es umfasste Gebiete der Council Areas North Lanarkshire und South Lanarkshire. Zu den größten Städten des urban geprägten Wahlkreises südöstlich von Glasgow zählten Hamilton und Bellshill. Bei Zensuserhebung 2001 lebten insgesamt 69.459 Personen innerhalb seiner Grenzen. Der Wahlkreis entsandte einen Abgeordneten.

## Wahlergebnisse

### Parlamentswahl 1999
| Ergebnisse der Parlamentswahl 1999 | Ergebnisse der Parlamentswahl 1999 | Ergebnisse der Parlamentswahl 1999 | Ergebnisse der Parlamentswahl 1999 |
| Partei                             | Kandidat                           | Stimmen                            | %                                  |
| ---------------------------------- | ---------------------------------- | ---------------------------------- | ---------------------------------- |
| Labour                             | Michael McMahon                    | 15.227                             | 48,8                               |
| SNP                                | Kathleen McAlorum                  | 9621                               | 30,8                               |
| Conservative                       | Stuart Thomson                     | 3199                               | 10,3                               |
| Liberal Democrats                  | Jayne Struthers                    | 2105                               | 6,7                                |
| Socialist Labour                   | Katherine McGavigan                | 1064                               | 3,4                                |
| Wahlbeteiligung: 31.216 (57,22 %)  |                                    |                                    |                                    |

### Parlamentswahl 2003
| Ergebnisse der Parlamentswahl 2003 | Ergebnisse der Parlamentswahl 2003 | Ergebnisse der Parlamentswahl 2003 | Ergebnisse der Parlamentswahl 2003 | Ergebnisse der Parlamentswahl 2003 |
| Partei                             | Kandidat                           | Stimmen                            | %                                  | ±                                  |
| ---------------------------------- | ---------------------------------- | ---------------------------------- | ---------------------------------- | ---------------------------------- |
| Labour                             | Michael McMahon                    | 12.812                             | 53,0                               | +4,2                               |
| SNP                                | Alex Neil                          | 4907                               | 20,3                               | −10,5                              |
| Conservative                       | Charles Ferguson                   | 2652                               | 10,9                               | +0,6                               |
| Socialist                          | Shareen Blackhall                  | 1932                               | 8,0                                | +8,0                               |
| Liberal Democrats                  | Siobhan Mathers                    | 1477                               | 6,1                                | −0,6                               |
| Scottish People’s                  | 442                                | 1,8                                | +1,8                               |                                    |
| Wahlbeteiligung: 24.195 (46,56 %)  |                                    |                                    |                                    |                                    |

### Parlamentswahl 2007
| Ergebnisse der Parlamentswahl 2007 | Ergebnisse der Parlamentswahl 2007 | Ergebnisse der Parlamentswahl 2007 | Ergebnisse der Parlamentswahl 2007 | Ergebnisse der Parlamentswahl 2007 |
| Partei                             | Kandidat                           | Stimmen                            | %                                  | ±                                  |
| ---------------------------------- | ---------------------------------- | ---------------------------------- | ---------------------------------- | ---------------------------------- |
| Labour                             | Michael McMahon                    | 12.334                             | 48,6                               | −4,4                               |
| SNP                                | Alex Neil                          | 7469                               | 29,4                               | +9,1                               |
| Conservative                       | James Callander                    | 2835                               | 11,2                               | +0,3                               |
| Liberal Democrats                  | Douglas Herbison                   | 1726                               | 6,8                                | −1,2                               |
| Scottish Voice                     | Joseph Gorman                      | 571                                | 2,2                                | +2,2                               |
| Parteilos                          | Gordon Weir                        | 431                                | 1,7                                | +1,7                               |
| Wahlbeteiligung: 25.366 (47,10 %)  |                                    |                                    |                                    |                                    |